# ジョン・ラスリング・ブロック
ジョン・ラスリング・ブロック（John Rusling Block, 1935年2月15日 - ）は、アメリカ合衆国の政治家である。ロナルド・レーガン政権1期目で第21代アメリカ合衆国農務長官を務めた。

## 生涯
1935年2月15日にイリノイ州ギルソンで誕生した。ブロックは電化の全く進んでいない田舎で育ち、1957年にウェストポイントの陸軍士官学校を卒業した。1960年まで第101空挺師団に所属し、ジョージア州のフォート・ベニングで小隊長を務めた。
軍役後にイリノイ州に帰郷し、家族が経営する農場の拡大を試みた。ブロックは農業事業で成功を収め、300エーカー余りの農地を3000エーカーにまで拡張させた。ブロックは忠実な共和党員として活動し、1977年には州知事の要請でイリノイ州農務長官に起用された。
1981年1月23日にブロックはロナルド・レーガン大統領によりアメリカ合衆国農務長官に任命された。ブロックは1986年2月14日にアメリカ合衆国農務長官を辞任した。
1986年に農機具会社であるジョン・ディアーの幹部に就任した。1992年にホレイショ・アルジャー賞を獲得した。ブロックは世界規模の食糧計画に積極的に関与した。2004年にはGPS開発会社であるディジタル・エンジェルの取締役会に加わった。